# Tiempo lineal
El tiempo lineal corresponde a una revolución filosófica del Zoroastrismo heredada por el judaísmo que se presentó como oposición a la teoría del tiempo cíclico. Su manera de entender la idea del tiempo es de origen cristiano, pues en La Biblia está escrito que Dios creó el mundo en siete días, lo que da paso a entender que hubo un principio, desarrollo y final de un proceso, y esto fue fundamental para el desarrollo del punto de vista lineal del tiempo en Occidente.

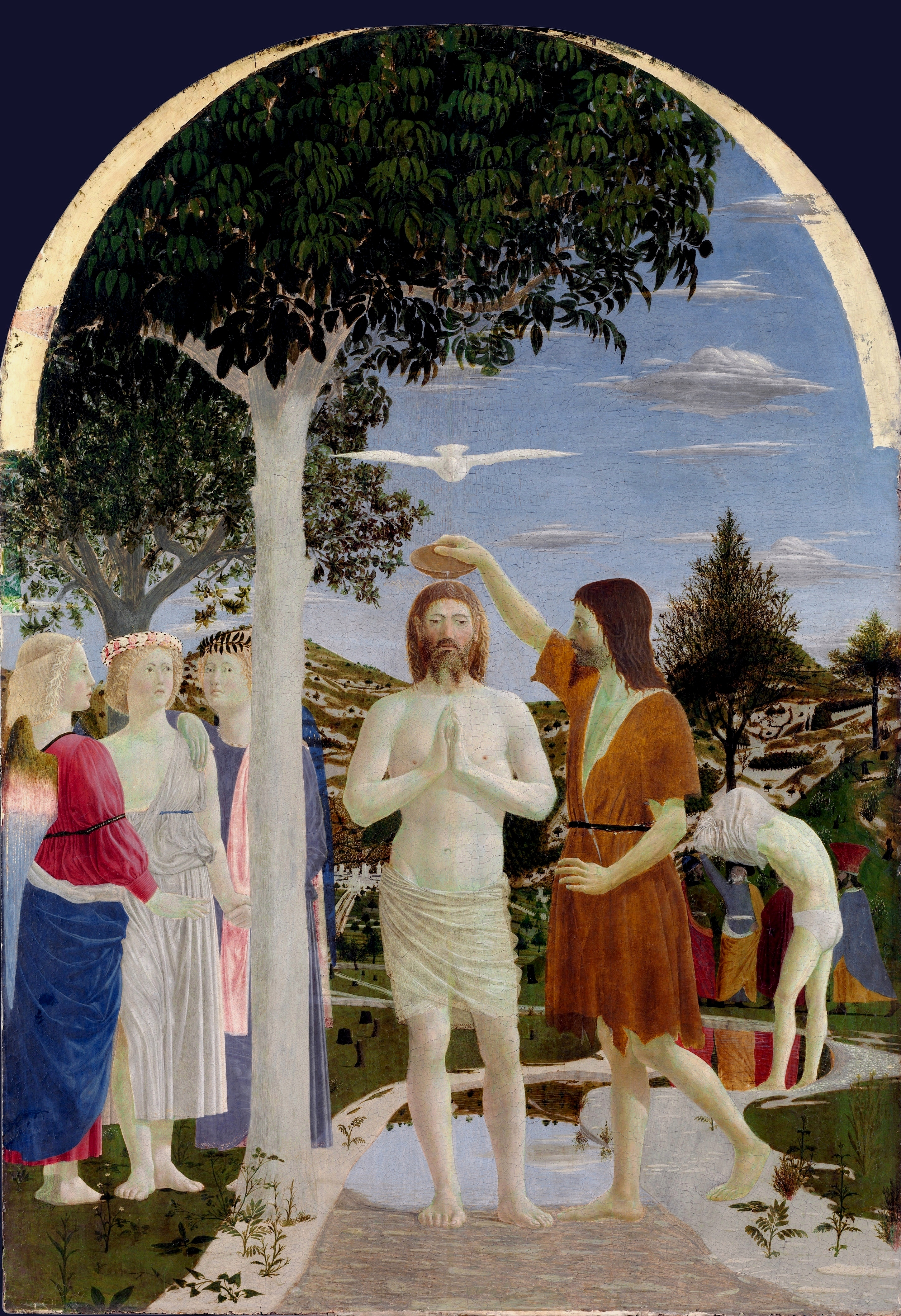
El cristianismo y su visión lineal del tiempo fue fundamental para la idea de progreso en occidente.

## Tiempo lineal en la cultura judía precristiana
Está marcado por la aparición del monoteísmo. La construcción discursiva de la Biblia proyecta de manera revolucionaria en la historia una forma de flecha que parte desde las alianzas o pacto con los israelitas (Berit) en el cual éste ofrece una tierra prometida desde la cual el tiempo material, terrenal, no regresará. Esta diferencia radical con las otras religiosas fue llamada en el cristianismo, vida eterna. El contexto histórico marcado por exilios, promovió el desarrollo teórico de esta concepción de tiempo (como vida) a través de los sabios cabalistas que llegan a su mayor riqueza filosófica en la estadía en Alejandría que acaba con la vuelta a un pensamiento más radicalizado y teológico de los llamados "maestros de la ley" y la división hebrea entre los "helenizados" y "ortodoxos" que luego encontraría su propio juicio y división tras las invasiones romanas y la posterior bifurcación general entre el pensamiento judeocristiano y el desarrollo del judaísmo rabínico, posteriormente perseguido en el Medioevo a través de la Inquisición

## Tiempo lineal en el cristianismo
La pasión de Cristo y su resurrección se entiende como el fortalecimiento de la teoría del tiempo cíclico y para muchos teóricos justamente es aquí donde se debe hablar de su marco de influencia y no antes. Por otro lado, la escuela crítica renunció a tomar esta consideración y optó por la unión judeocristiana desde la mitología y la filosofía y no por su trazado paralelo cual sería el cristianismo. 
De cualquier modo, un elemento central de la maduración del tiempo lineal, es la división entre pasado, presente y futuro que se une a la teoría primitiva de la "tierra prometida" cuyo hito divisor sería el llamado juicio final. 
El cristianismo, en su mezcla tempestuosa de la herencia griega, judía y bizantina, expresó en la teología medieval la riqueza de la acumulación del conocimiento filosófico al servicio de la escatología. San Agustín construye un análisis psicológico del tiempo el cual tendría dos consideraciones vitales que irían más allá de la Edad Media: el control del pensamiento y la separación entre alma y carne.

## Teoría del progreso continuo
Si bien la física haría cambiar la idea holística de linealidad (desde Galileo como primera piedra) la burguesía la tomó como referencia central para el proyecto industrial. Así, el crecimiento económico a través del capitalismo tendría un desarrollo lineal con distintos estadios de superación cuyo fin es el desarrollo. Desde temprana edad en el pensamiento moderno podemos encontrar las posturas antagónicas dentro de la modernidad; el romanticismo (cuya figura primera fue Rousseau y se desarrolló en la cultura alemana) y el positivismo, donde se anidaría el optimismo del hombre por la cultura y su proyecto universal. Este "progreso del saber" se da progresivamente tras el cambio de paradigmas hacia la modernidad, donde la idea cartesiana de método fue fundamental para crear la base del llamado "pensamiento racional" con el que el mundo separó la historia en modernidad y premodernidad. También las ciencias sociales y naturales cayeron en este influjo. La historia y el darwinismo elaboraron sus marcos teóricos pensando en la evolución como matriz, colonizando ese saber progresivamente a las conquistas territoriales de occidente. El método científico fue anexando una serie de materias bajo un estudio predeterminado en el cual la linealidad (y el progreso) era un ingrediente común. La misma idea de linealidad influyó, desde otra vereda, al marxismo que ocuparía como medio la revolución para otro paraíso: el comunismo.
El desarrollo industrial, como una flecha, llega a un máximo de optimismo a fines del siglo XIX en la que los teóricos positivistas esperaban la proyección de invenciones capaces de promover la conquista del hombre sobre la naturaleza. El reloj mecánico empezó a determinar el tiempo de producción en el naciente sistema capitalista. Las máquinas parecían dictar un tiempo productivo que adquiría cada vez mayor velocidad respecto al tiempo de la vida (naturaleza) a diferencia del viejo sistema del artesanado en el cual el hombre tenía total control sobre las horas asignadas al trabajo. Comte ilustrará perfectamente el "espíritu" de la época, en el cual el positivismo sería la etapa del triunfo final del hombre sobre sí mismo. Hegel, dejando escapar la "subjetividad" como componente, daría pistas casualmente a Marx para su teoría dialéctica. Así irrumpe un nuevo acto de liberación (siempre lineal) que sería la liberación del género humano. Las revoluciones obreras y el surgimiento de capas medias en el siglo XX desviaron el entusiasmo por el progreso hacia el entusiasmo por la acumulación capitalista en un marco de transformaciones sociopolíticas. Si bien la historia proyectada infinitamente no es entendida tal como ocurrió en la modernidad, su base, en la que se estructuró el proyecto industrial, sostiene las actuales formas de ver el capitalismo pese a la crisis que la atraviesa a través de todas sus instituciones sociales.